# Partito Animalista Contro il Maltrattamento degli Animali
Il Partito Animalista Contro il Maltrattamento degli Animali (in lingua spagnola: Partido Animalista Contra el Maltrato Animal - PACMA) è un partito politico spagnolo fondato nel 2003 con l'obiettivo di difendere i diritti degli animali, l'ambiente e la giustizia sociale. Noto inizialmente con la denominazione di Partito Antitaurino Contro il Maltrattamento degli Animali (Partido Antitaurino Contra el Maltrato Animal), ha assunto l'odierna denominazione nel giugno 2011.

## Storia
Nacque originariamente come Partito Antitaurino contro il Maltrattamento degli Animali dall'unione di vari gruppi antitauromachi e per i diritti degli animali di Biscaglia.
Il 25 giugno 2011, durante l'Assemblea generale, il nome è stato cambiato da “Partito Antitaurino” a “Animalista”, mantenendo il resto della denominazione e, quindi, l’acronimo PACMA.
Nel 2013 il partito ha cambiato il suo logo, eliminando il toro da combattimento e inserendo un toro su sfondo bianco che guarda verso il futuro. Nello stesso anno, Silvia Barquero assunse la presidenza. Durante il suo mandato, il partito ha registrato una crescita costante dei voti in tutte le elezioni, raggiungendo il picco nelle elezioni generali in Spagna dell'aprile 2019, dove ha superato i 328.000 voti.

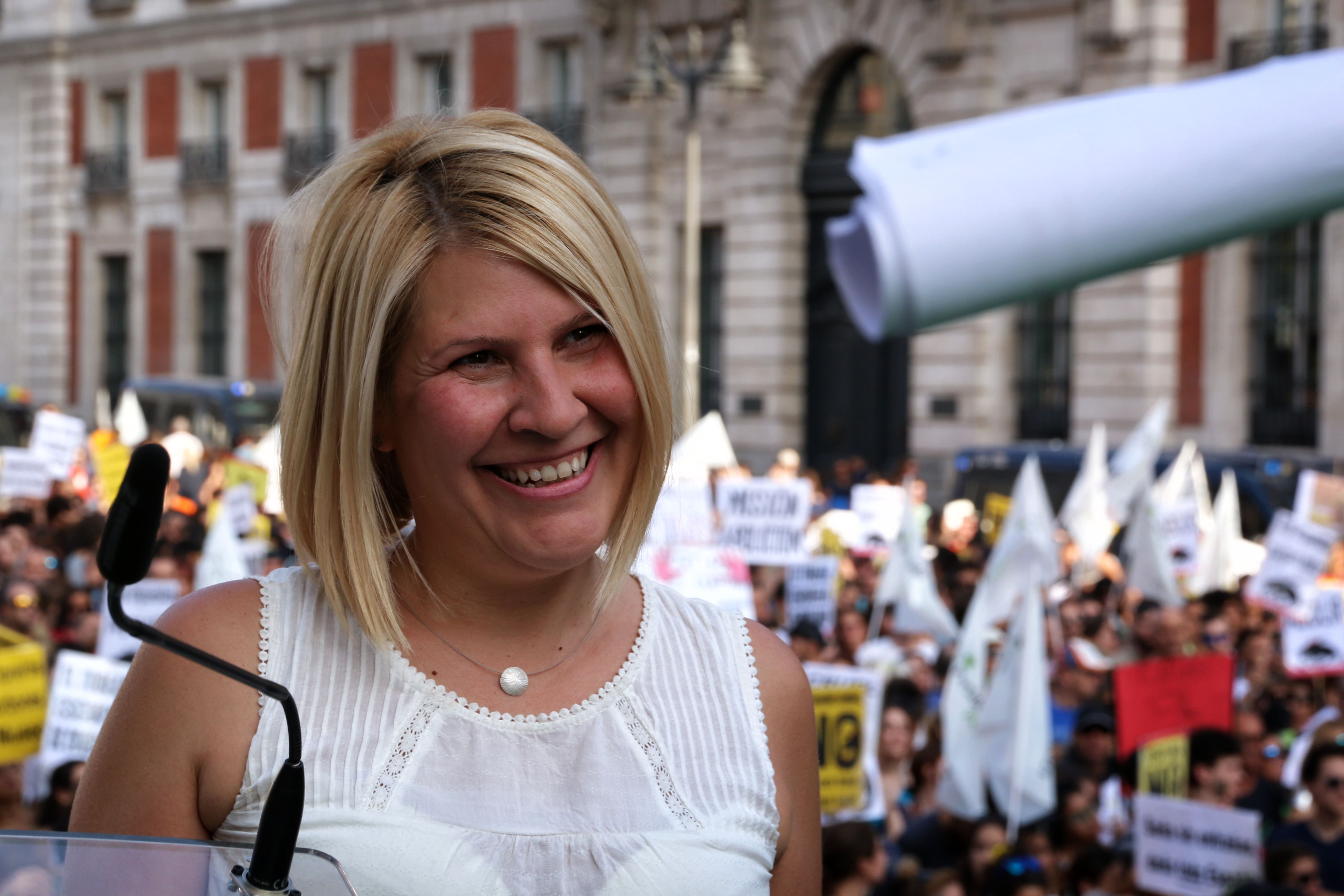
Silvia Barquero alla manifestazione PACMA contro la corrida (10-9-2016)

Non essendo riuscita ad ottenere un seggio al Parlamento europeo dopo le elezioni del 2019, Barquero ha annunciato che non avrebbe mantenuto la carica di presidente alla successiva Assemblea generale.
Nel settembre 2019, Laura Duarte, portavoce del partito negli ultimi anni, è stata eletta nuova presidente del PACMA.
Il 16 ottobre 2021 si è tenuta a Barcellona un'Assemblea generale durante la quale è stato eletto un nuovo Consiglio di amministrazione, in cui Javier Luna è divenuto nuovo Presidente. L'obiettivo principale del partito è quello di raggiungere la rappresentatività politica, puntando quindi sulla decentralizzazione territoriale, su un cambio di strategia comunicativa e sull'impegno a essere il partito verde di riferimento in Spagna. Il 15 novembre 2022, in una conferenza stampa a Madrid, ha presentato un cambio di identità: trasformando il nome, da "Partito Animalista contro il Maltrattamento degli Animali" a "Partito Animalista per l'Ambiente", mentre il suo acronimo e rimasto sempre PACMA. Cambia anche il logo che, pur mantenendo il toro e l'uccello rivolti verso il futuro, ne modifica il design.

## Programma
L'agenda politica del Partito animalista spagnolo mira a difendere i diritti degli animali e ad andare verso una società più giusta per tutti, riconsiderando il trattamento riservato agli animali. A tal fine, il PACMA propone misure per incoraggiare l'adozione di animali, l'inasprimento delle sanzioni previste dal codice penale per gli abusi sugli animali, la legalizzazione dell'accesso degli animali ai trasporti pubblici e la fine delle esposizioni di animali (circhi, corride ed eventi con tori, feste popolari, zoo, acquari, ecc.). Viene altresì richiesto il divieto di caccia e pesca sportiva, la chiusura degli allevamenti di pellicce e delle fattorie in cui si produce il foie gras, mentre chiede lo sviluppo di alternative alla sperimentazione animale. Promuove inoltre la libertà di scelta e l'accesso al cibo vegano attraverso un menù senza alimenti di origine animale nelle mense dei centri pubblici e nei ristoranti.
Il programma PACMA affronta anche altre questioni sociali, quali il salario minimo garantito, che propone di aumentare. Il partito si oppone anche alla cosiddetta "legge bavaglio" (ley mordaza) e alla riforma del lavoro del 2012. In politica estera, il suo programma si limita a promuovere la cooperazione allo sviluppo.

## Campagne

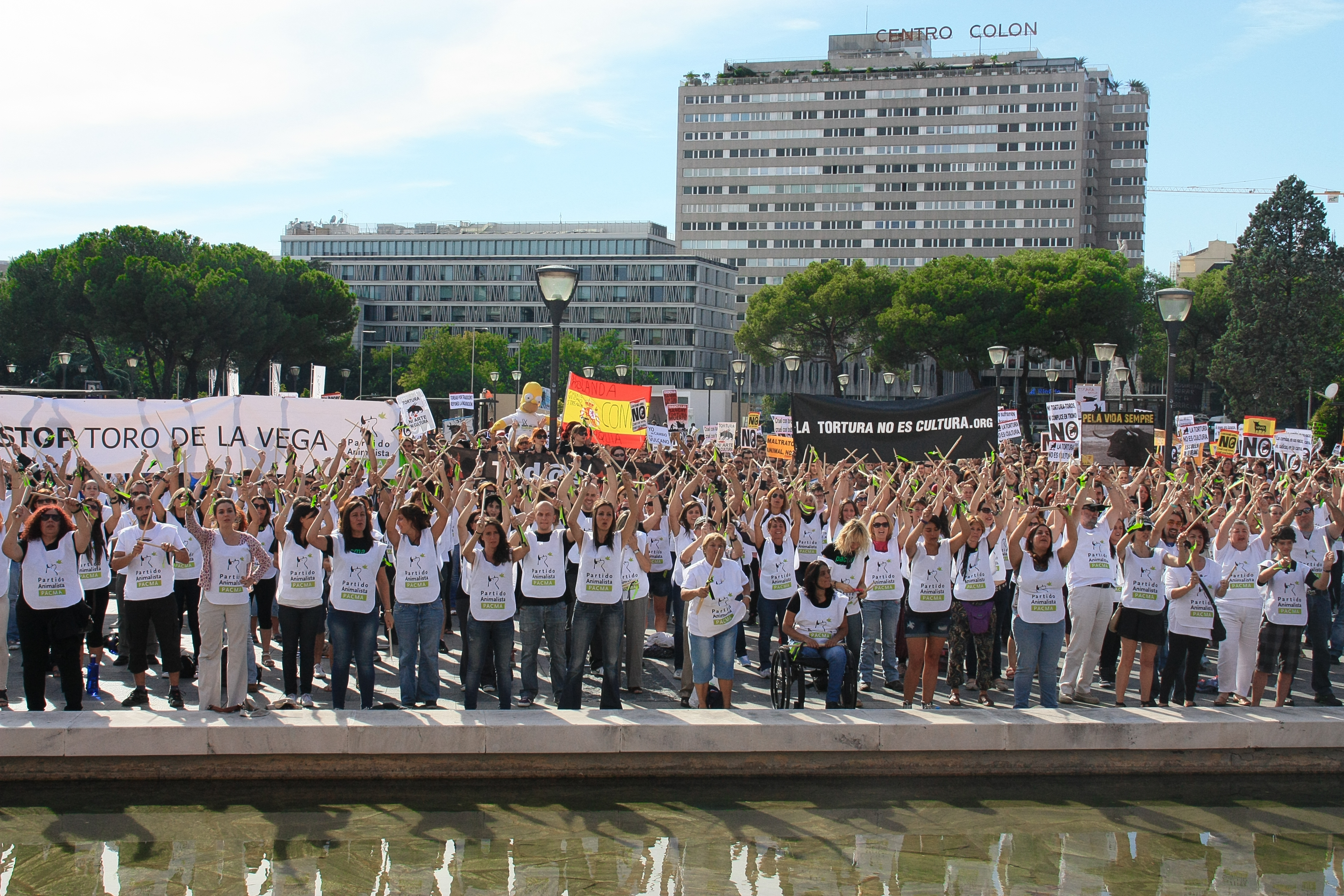
Manifestazione contro il Torneo del Toro de la Vega del 2013.

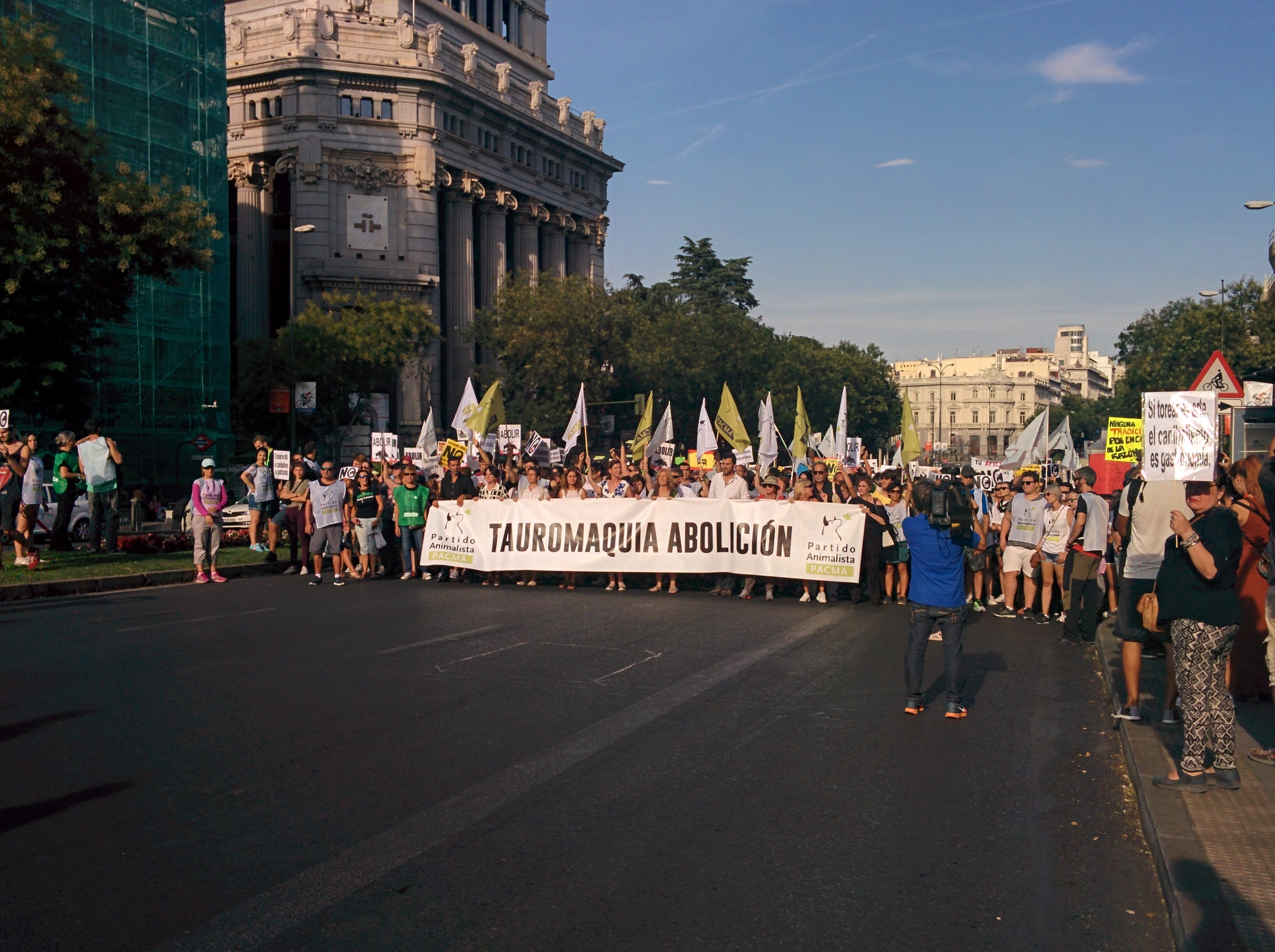
Protesta contro la tauromachia del 2016.

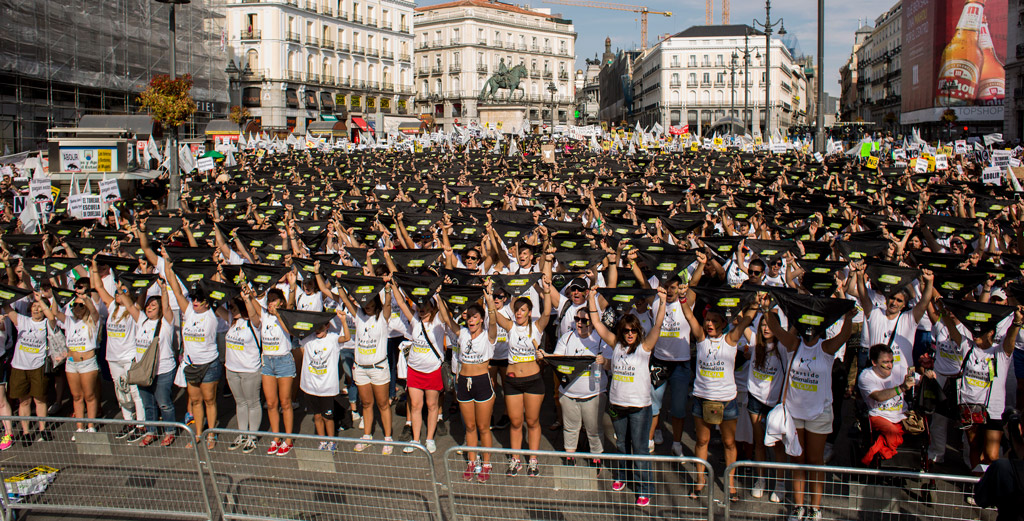
Manifestazione del PACMA alla Puerta del Sol del 2016.

Nel corso degli anni il PACMA ha condotto numerose campagne di sensibilizzazione al benessere animale e proteste.
Nel 2014, PACMA ha sviluppato YoDenuncio, uno strumento per facilitare la stesura di denunce in casi di abuso su animali: in esso appaiono le procedure da seguire, il modelli di denunce da compilare, la legislazione applicabile o la stesura del reclamo stesso. Dalla sua creazione, sono stati redatte 2960 denunce. Nel 2018 è stato aggiornato per renderlo più efficiente.
Per circa dieci anni ha organizzato proteste contro il Torneo del Toro de la Vega. Nel 2015 organizzò una manifestazione alla Puerta del Sol con migliaia di persone, e nel giugno 2016 le Corti di Castiglia e León vietarono la morte pubblica dei tori.
Ha inoltre partecipato alla campagna contro la tradizione del lancio del tacchino dal campanile della chiesa di Cazalilla, tradizione vecchia di 400 anni poi vietata dal febbraio 2016.
Il 5 maggio 2018 hanno organizzato una manifestazione contro la corrida in Spagna e a favore di una festa di San Isidro senza corride in Plaza de Isabel II.
Nel 2018, il PACMA ha avviato un'azione legale contro il Circo Gottani, a seguito di un incidente sull'autostrada A-30 in cui morì un elefante ed altri rimasero gravemente feriti. L'addestratore Joy Gärtner, già coinvolto in Germania per maltrattamenti sugli elefanti, venne denunciato anche in Spagna.
Nel dicembre 2018 ha organizzato una grande raccolta di firme e una manifestazione a Barcellona a seguito dell'abbattimento di un cane appartenente ad un venditore di strada da parte di un poliziotto.

## Critiche e controversie
I critici della leadership affermano che il partito serve a difendere gli interessi personali della sua presidente, Silvia Barquero, e di suo marito, Luis Víctor Moreno, che è vicepresidente. Furono accusati di aver messo a tacere le voci più critiche all'interno del partito, cosa che portò all'espulsione di diversi coordinatori territoriali e alle dimissioni di molti altri. Il partito è inoltre accusato di clientelismo e autoritarismo.

## Risultati elettorali
| Elezione             | Voti    | %    | Seggi   |
| -------------------- | ------- | ---- | ------- |
| Generali 2008        | 44 795  | 0,17 | 0 / 350 |
| Europee 2009         | 41 913  | 0,26 | 0 / 54  |
| Generali 2011        | 102 144 | 0,42 | 0 / 350 |
| Europee 2014         | 177 499 | 1,13 | 0 / 54  |
| Generali 2015        | 220 369 | 0,87 | 0 / 350 |
| Generali 2016        | 286 702 | 1,19 | 0 / 350 |
| Europee 2019         | 294 657 | 1,31 | 0 / 54  |
| Generali 2019 (apr.) | 326 045 | 1,25 | 0 / 350 |
| Generali 2019 (nov.) | 226 469 | 0,94 | 0 / 350 |